# İlhan Usmanbaş
İlhan Usmanbaş (* 23. Oktober 1921 in Istanbul; † 30. Januar 2025 ebenda) zählte zu den führenden Komponisten westlich-klassischer Musik in der Türkei.
Usmanbaş wuchs zunächst in Ayvalık an der kleinasiatischen Küste auf. Als er zwölf Jahre alt war, schenkte ihm sein Bruder ein Cello, auf dem er autodidaktisch zu spielen begann. Nachdem die Familie nach Istanbul zurückgezogen war, erhielt er Cello-Unterricht. Sein Mathematiklehrer, ein Musikliebhaber, riet ihm, die Karriere, die er für sich geplant hatte, aufzugeben: „Wir haben genug Ingenieure in der Türkei. Du solltest stattdessen Komponist werden.“
Nachdem Usmanbaş das Galatasaray-Gymnasium in Istanbul absolviert hatte, begann er ein Studium am Konservatorium in Ankara. Zu seinen Lehrern gehörten Cemal Reşit Rey, Hasan-Ferit Alnar und Ahmed Adnan Saygun, Mitglieder der Türkischen Fünf, sowie David Zirkin. Nach dem Abschluss seines Studiums wurde er zunächst Dozent am Konservatorium in Ankara, dessen Leitung er 1964 übernahm. 1974 wechselte er in der gleichen Position ans Konservatorium in Istanbul.
1952 führte ihn ein Stipendium der UNESCO in die USA, wo er bei Luigi Dallapiccola studierte. Während eines zweiten USA-Stipendiums der Rockefeller-Stiftung 1957/1958 gewannen Pioniere der Neuen und experimentellen Musik wie Morton Feldman, Henry Cowell und Milton Babbitt Einfluss auf ihn. 1955 erhielt er den Fromm Music Award und wurde 1971 zum türkischen Staatskünstler ernannt. Die Sevda-Cenap-And-Musikstiftung (Sevda-Cenap And Müzik Vakfı) verlieh dem Komponisten 1993 ihre Goldmedaille, von der Boğaziçi Üniversitesi erhielt er einen Ehrendoktortitel. Ein Preis für sein Lebenswerk wurde ihm im Jahre 2004 beim 32. International İstanbul Music Festival überreicht.
Er komponierte fast 120 Werke und gewann dabei mehr Internationale Preise und Auszeichnungen als irgendein anderer türkischer Komponist. Usmanbaş erhielt Kompositionsaufträge der Koussevitzky Foundation in den USA und erhielt Preise beim Wieniawski Wettbewerb in Polen, bei der International Composers’ Tribune der UNESCO in Paris und dem Internationalen Wettbewerb für Ballettmusik in der Schweiz.
Usmanbaş war ein experimenteller Komponist aus der zweiten Generation türkischer Komponisten, deren Ideen entgegengesetzt waren zu denen der ihnen vorausgegangenen ‚Türkischen Fünf‘. Seine Werke sind von Freiheit in der formalen Gestaltung geprägt, wobei Klangintensität für ihn einen höheren Stellenwert besaß als die melodische Qualität. Er verwendete dabei Techniken des Neoklassizismus, der Aleatorik, der Zwölftontechnik, des Serialismus und des Minimalismus.
Neben seiner Tätigkeit als Komponist trat Usmanbaş auch als Musik-Schriftsteller hervor. Er war mit der Opernsängerin Atıfet Usmanbaş (1948–2022) verheiratet. 
Er starb im Alter von 103 Jahren am 30. Januar 2025 in Istanbul.